# Cho Hyeyeon
Cho Hyeyeon (coréen : 조혜연, chinois traditionnel : 趙惠連 ; née le 7 juin 1985) est une joueuse de go professionnelle coréenne 9e dan.

## Parcours
Devenue professionnelle à 11 ans et 11 mois (ce qui fait d'elle le troisième plus jeune professionnel coréen après Cho Hunhyun et Lee Chang-ho), elle a franchi régulièrement les étapes de promotion pour être nommée 9e dan en décembre 2010. Outre sa carrière de joueuse de go, elle suit des études de communication de masse et relations publiques à l'université de Corée, et possède des diplômes universitaires de  littérature anglaise et de japonais. En mars 2016, elle a commenté en direct certaines des parties du match AlphaGo - Lee Sedol pour l'American Go Association.

## Palmarès
Elle a remporté le Myungin féminin en 2004, et en a été finaliste (toujours face à Rui Naiwei) en 2003, 2006, et de 2008 à 2011.